# Elisa Mariano
Elisa Mariano (San Pietro Vernotico, 16 giugno 1977) è una politica italiana.

## Biografia
Nata a San Pietro Vernotico, si è laureata cum laude presso l'Università "La Sapienza" di Roma in sociologia del lavoro, conseguendo in seguito un dottorato in politiche pubbliche nella stessa università.

### Elezione a deputato
Alle elezioni politiche del 2013 viene eletta alla Camera dei Deputati, nella circoscrizione Puglia, nelle liste del Partito Democratico.
Alla Camera dei Deputati è membro della X Commissione (Attività produttive, Commercio e Turismo) e delle Giunta delle Elezioni.
Il 28 luglio 2017, in seguito all'approvazione definitiva della legge che sancisce l'obbligatorietà dei vaccini, è stata oggetto di contestazioni da parte di alcuni manifestanti No-vax.
Ricandidata alle elezioni politiche del 2018 nel collegio Puglia 02, ha ottenuto il 13,85% dei voti classificandosi dietro il Movimento 5 Stelle (42,1%) e Forza Italia  (17,3%), non venendo eletta.